# Franz Ludwig Bauer

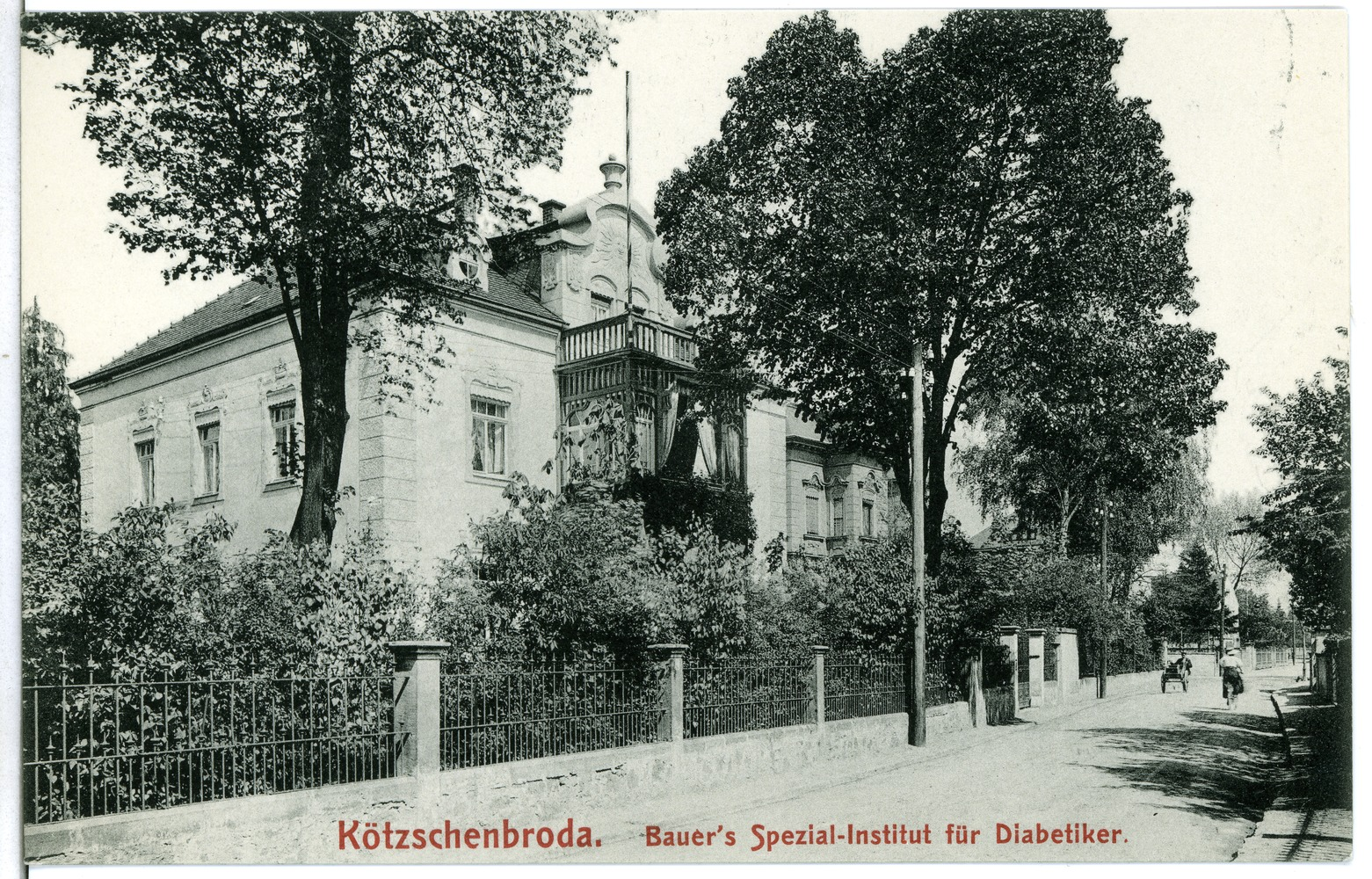
Bauer's Spezialinstitut für Diabetiker in Niederlößnitz (1910)

Franz Ludwig Bauer, meist Ludwig Bauer, (* 10. Oktober 1857 in Lippersdorf; † 1913) war ein deutscher physiologischer Chemiker, der eine neue Diabetes-Theorie vor der 1921 erfolgten Entdeckung des Insulins begründete.

## Leben
Bauer stammte aus dem Herzogtum Sachsen-Altenburg und eröffnete im Jahre 1899 in Plauen bei Dresden Bauer's Spezialinstitut für Diabetiker. Daher bezeichnete er sich auch als Bade- und Kurdirektor. Im Volksmund wurde er daraufhin zur Unterscheidung von anderen Personen mit dem Familiennamen Bauer Zuckerbauer genannt. Bereits im darauffolgenden Jahr wollte er sein Institut um eine Privatklinik erweitern und diese im früheren Berggasthaus Wettinshöhe in Zitzschewig einrichten. Der Klinikbetrieb wurde ihm aufgrund nicht nachgewiesener medizinischer Fachkenntnisse verwehrt. Daraufhin zog er 1903 mit seinem Spezialinstitut für Diabetiker () in die damalige Grenzstraße 3 an die Ortsgrenze von Kötzschenbroda und Niederlößnitz um.
Ludwig Bauer umwarb weltweit das von ihm entwickelte Antidiabetikum Djoeat als das Chinin des Diabetes, welches u. a. einen Extrakt aus dem Jambulbaum zur Blutzuckersenkung enthielt. Später benannte er diese Medizin in Diamel um.
Nach dem Tod von Ludwig Bauer im Jahre 1913 führte sein Sohn das Institut für Diabetiker noch einige Jahre weiter. Die Eintragung im Handelsregister beim Amtsgericht Radebeul endet 1917. Spätestens mit der Entdeckung des Insulins schloss das private Institut für Diabetiker. Das Gebäude befindet sich heute in veränderter Form in Radebeul, Heinrich-Zille-Straße 84.
Neben dem Spezialinstitut betrieb Franz Ludwig Bauer in Niederlößnitz ein chemisch-pharmazeutisches Laboratorium, das von 1907 bis 1914 unter der Nummer 141 im Radebeuler Handelsregister eingetragen war.